# Незалежна антикорупційна комісія
Незалежна антикорупційна комісія (НАКО, раніше — Незалежний антикорупційний комітет з питань оборони) — українська громадська організація, що працює над зниженням рівня корупції і просуванням належного врядування у сферах, важливих для національної безпеки України. 
НАКО є спільною ініціативою Програми протидії корупції у сфері безпеки та оборони Transparency International та фінансується завдяки підтримці міжнародних донорів. 

## Опис
Місія НАКО - зменшення можливості для корупції у сфері безпеки і оборони шляхом проведення незалежних досліджень, ефективної адвокації та інформування громадськості, задля посилення обороноздатності України. НАКО працює і підтримує Міністерство оборони України, Збройні Сили України, оборонно-промисловий комплекс та ключові антикорупційні органи.
Напрямки діяльності:

- оборонні закупівлі;
- розвиток оборонно-промислового комплексу;
- впровадження належного врядування в секторі безпеки і оборони;
- зниження секретності;
- демократичний цивільний контроль за сектором безпеки і оборони;
- гендерна рівність в секторі безпеки і оборони;
- санкції проти РФ (з 2022 року);
- моніторинг корупційних ризиків під час війни (з 2022 року).

## Історія
Незалежний антикорупційний комітет з питань оборони було створено у 2016 році як проект Transparency International Ukraine, котрий фокусується виключно на оборонному секторі. Тоді, до Комітету увійшли троє українських і троє міжнародних експертів: 
- генерал-лейтенант Тім Еванс, колишній командир Об’єднаного корпусу швидкого реагування НАТО;
- Драго Кос (співголова), колишній уповноважений представник з питань боротьби із корупцією у Словенії, колишній голова GRECO;
- Джеймс Вассерстром, старший радник з питань боротьби із корупцією при Посольстві США у Кабулі, стратегічний радник та керівник напрямку боротьби із корупцією, Спеціальний генеральний інспектор США з реконструкції Афганістану;
- Володимир Огризко, колишній Міністр закордонних справ, перший заступник Секретаря РНБО України;
- Олег Рибачук (співголова), голова Правління Centre UA, спів ініціатор руху «Чесно» та колишній Віце-прем’єр-міністр з питань європейської інтеграції та Голова Адміністрації Президента;
- Севгіль Мусаєва, головна редакторка інтернет-видання «Українська правда».

З 2017 року організацію очолила Олена Трегуб, колишня директорка Департаменту координації міжнародних програм у Міністерстві економічного розвитку та торгівлі України.
Пізніше до Комітету приєдналися генерал-лейтенант Мішель Яковлєв та Юлія Марушевська.
У 2019 році НАКО стала окремою громадською організацією. У зв’язку з розширенням свого мандату НАКО отримала нове ім’я: Незалежна антикорупційна комісія. Нині НАКО зберігає стратегічне партнерство з рухом Трансперенсі. Відносини між НАКО, ТІ Україна та Програмою з безпеки та оборони Трансперенсі Інтернешнл Велика Британія регулюються тристороннім меморандумом.
Діючі члени правління НАКО:

- Севгіль Мусаєва, головна редакторка інтернет-видання «Українська правда»;
- Джованні Кесслер, італійський юрист і прокурор, колишній генеральний директор Європейського управління боротьби з шахрайством (ОЛАФ);
- Андрій Боровик, виконавчий директор ТІ Україна;
- Ендрю Бейн, полковник запасу морської піхоти США, президент Atlantic Group.

## Дослідження
НАКО проводить дослідження та надає рекомендації у сфері публічної політики в секторі безпеки і оборони України, а також адвокує їхню імплементацію.
З 2016 року НАКО випустило 11 досліджень щодо міжнародної військової допомоги Україні, корупційних ризиків у системі медичного постачання Міністерства оборони України, нелегальної торгівлі на тимчасово окупованих територіях, надмірної секретності, найбільш розповсюджених корупційних ризиків в оборонних закупівлях, системи забезпечення військовослужбовців житлом, реформи державного оборонного замовлення, управління держпідприємства Міноборони, впровадження корпоративного управління в оборонній промисловості та медичних закупівель.

## Адвокація
Як недержавна організація НАКО не може впроваджувати реформи. Натомість НАКО надає експертні рекомендації, зовнішніх співробітників або консультантів для посилення спроможностей антикорупційних реформ Міністерства оборони України та інших органів у секторі безпеки і оборони. НАКО також стежить за тим, як впроваджуються реформи.
Адвокаційна робота НАКО включає:
- безпосередні зустрічі з офіційними особами для надання рекомендацій[12];
- партнерство з іншими недержавними організаціями – спільний громадський тиск[13];
- робота з українськими і іноземними ЗМІ;
- залучення підтримки країни-донора;
- зустрічі з представниками іноземних посольств для надання рекомендацій та отримання політичної підтримки;
- комунікації з представниками іноземних урядів за кордоном для запровадження умов допомоги у сфері безпеки[14].

#### Справа "Богданів"
За результатами дослідження «Те, що лікар прописав? Корупційні ризики у системі медичного постачання Міністерства оборони України» НАКО посприяв зупиненню корупційної закупівлі 100 автомобілів швидкої допомоги виробництва "Богдан Моторс". Міноборони визнало потенційний конфлікт інтересів під час закупівлі у 2017 році через закриту процедуру і відмовилася від другої поставки. 

#### Просування реформи оборонних закупівель
17 липня 2020 року, завдяки активній участі НАКО та після тривалих дискусій і чисельних правок, Парламент ухвалив Закон про оборонні закупівлі. НАКО запропонувала вісім ключових рекомендацій до другого читання Закону, чотири з яких було частково враховано. Закон про оборонні закупівлі мав бути впроваджений до 1 січня 2021 року, але цього не відбулося, оскільки Міністерство оборони та Міністерство з питань стратегічних галузей промисловості не спромоглися своєчасно ухвалити близько 30 постанов, передбачених Законом. 

#### Запровадження належних управлінських практик вУкроборонпромі
З 2017 року НАКО виступає за імплементацію принципів корпоративного управління ОЕСР та антикорупційних стандартів в Укроборонпромі. Завдяки зусиллям НАКО Концерн має наглядову раду і періодично проходить незалежний міжнародний фінансовий аудит. Перед цим НАКО допомогла Укроборонпрому розробити технічне завдання і тендерну документацію для закупівлі аудиторських послуг. Право проводити аудит отримала міжнародна компанія «Бейкер Тіллі». Крім того, було проведено криміналістичний аудит ДП «Антонов», у розробці технічного завдання до якого НАКО брала участь.
У 2021 рік ухвалено Закон №1630-IX про реформу Укроборонпрому, над розробкою і адвокацією якого працювала НАКО. За цим Законом найбільші підприємства Концерну передбачено перетворити на прозорі компанії у формі АТ чи ТОВ і запроваджено корпоративне управління, що відповідає міжнародним практикам корпоративного управління.
Починаючи з 2019 року НАКО також брала регулярну участь у процедурі відбору керівників підприємств Концерну незалежнимо спостерігачем.

## Фінансування
Організація працює за підтримки міжнародних донорів.
Діяльність НАКО підтримує Міністерство закордонних справ і у справах Співдружності націй Великої Британії. Серед інших донорів, які підтримували проекти НАКО раніше, Міжнародний фонд “Відродження”, Міністерство закордонних справ Королівства Нідерландів, Міністерство закордонних справ Швеції, Посольство Франції в Україні та Антикорупційна ініціатива ЄС (EUACI).